# Лінгеран
Лінгеран (нім. Lingerhahn) — громада в Німеччині, розташована в землі Рейнланд-Пфальц. Входить до складу району Рейн-Гунсрюк. Складова частина об'єднання громад Еммельсгаузен.
Площа — 6,01 км2. Населення становить 515 ос. (станом на 31 грудня 2020).

## Галерея

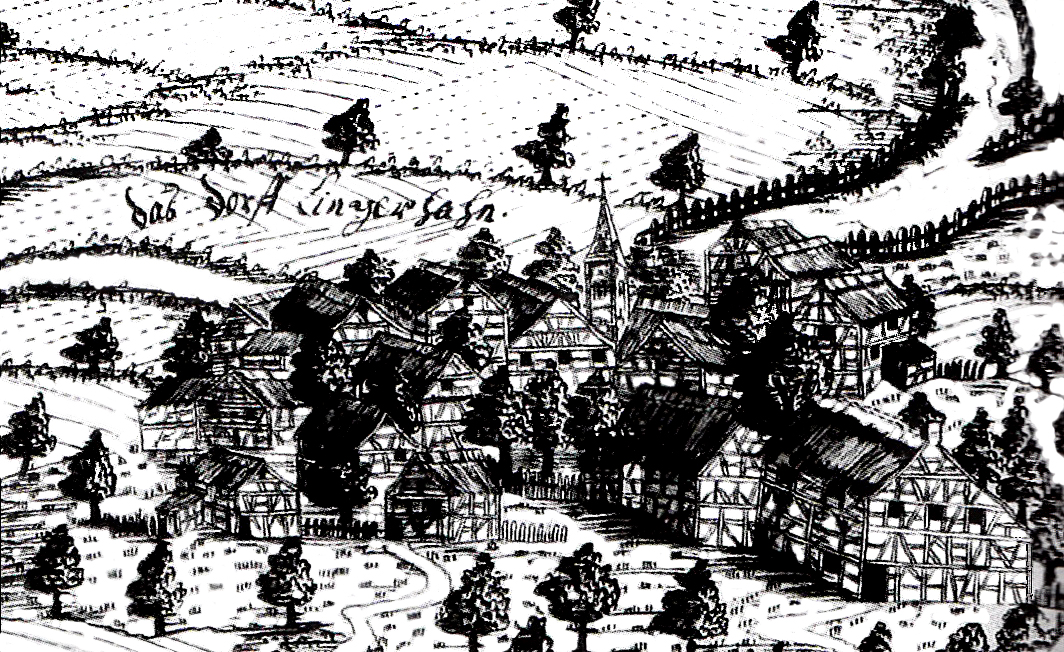
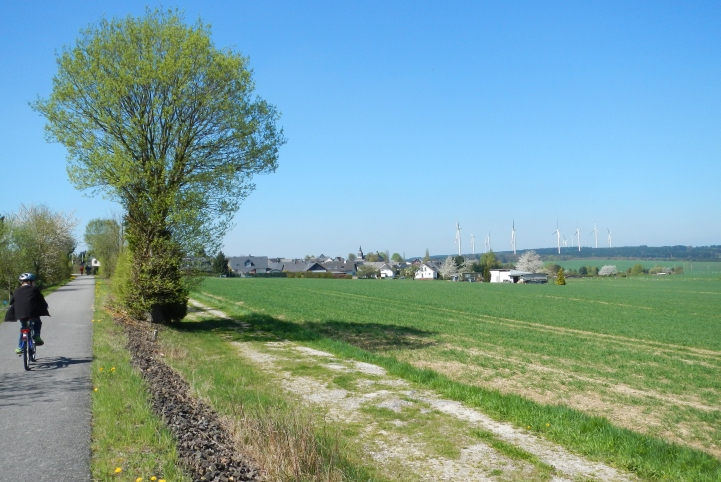